# Ryder Cup 2021
La 43ª edizione della Ryder Cup si è tenuta negli Stati Uniti d'America dal 24 settembre al 26 settembre 2021 presso il Whistling Straits a Haven, nello stato del Wisconsin.
Il 7 luglio 2020 la PGA of America e la Ryder Cup Europe hanno deciso di far slittare l'edizione 2020 al 2021 e di conseguenza l'edizione 2022 è stata spostata al 2023 a causa della pandemia di COVID-19 in Europa.

## Formato
La Ryder Cup è un torneo match play, con degli incontri giocati sia a coppie che singolarmente. La formula dell'edizione 2021 è la seguente:
- I giornata (venerdì) - 4 incontri foursome (colpi alternati tra i due giocatori) al mattino e 4 incontri four-ball ("quattro-palle": si utilizza il risultato migliore dei due giocatori) al pomeriggio
- II giornata (sabato) - 4 incontri foursome al mattino e 4 incontri four-ball al pomeriggio
- III giornata (domenica) - 12 incontri singoli.

Ogni incontro si disputa su un massimo di 18 buche. La vittoria di ogni incontro assegna un punto, nel caso di parità del match si assegna ½ punto a ciascuno, per un totale di 28 punti disponibili. 14½ punti sono necessari per vincere, ma 14 punti (ovvero un pareggio) sono sufficienti alla squadra detentrice per mantenere la coppa.

### Capitani

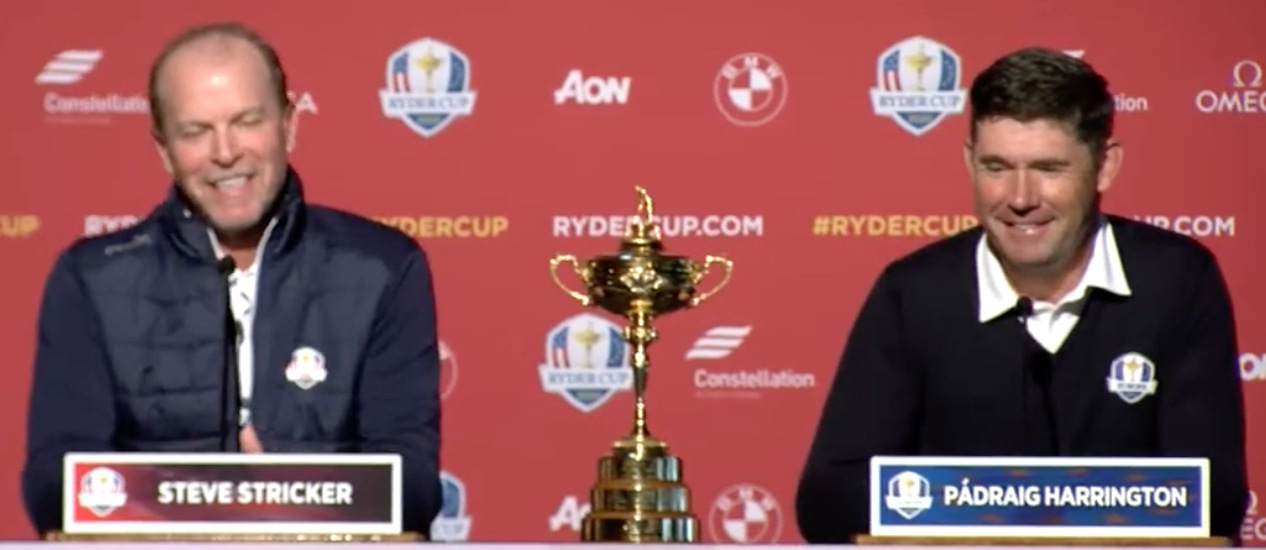
Harrington e Stricker durante una conferenza stampa nel 2019

Pádraig Harrington è stato nominato capitano europeo l'8 gennaio 2020.
Steve Stricker è stato nominato capitano degli Stati Uniti il 20 febbraio 2020.

### Vice-capitani
Ogni capitano seleziona un numero di vice-capitani per assisterlo durante il torneo.
Harrington ha scelto come primo vice-capitano Robert Karlsson e successivamente Luke Donald, Martin Kaymer e Graeme McDowell come secondo, terzo e quarto vice-capitano.
Stricker ha scelto Jim Furyk, come primo vice-capitano e poi Davis Love III, Zach Johnson, Phil Mickelson e Fred Couples come quinto vice-capitano.

## Selezione dei giocatori
Ogni squadra è formata da 12 giocatori. La squadra europea è composta dai tre giocatori che alla data del 2 settembre 2023 si trovavano ai primi posti della Lista a punti europea (European Points List), a cui si aggiungono i primi tre giocatori della Lista a punti mondiale (World Points List) ma che non facevano parte del precedente gruppo di tre giocatori; gli ultimi sei giocatori sono stati scelti dal capitano.
La squadra americana è composta dai sei giocatori che al 21 settembre 2020 si trovavano nelle prime posizioni di una speciale classifica stilata in base ai guadagni di ogni giocatore nei quattro major del 2019, nei quattro eventi dei World Golf Championships e nel Players Championship 2019, nei tornei del PGA Tour, nei tornei WGC e nei quattro major del 2019. Gli altri sei giocatori sono stati scelti dal capitano.

## Squadre
| Europa             |     |                        |                        |                     |                                              |
| Nome               | Età | Classifica a punti (W) | Classifica a punti (E) | Classifica mondiale | Note                                         |
| Pádraig Harrington | 50  |                        |                        |                     | Capitano                                     |
| Rory McIlroy       | 32  | 2                      | 6                      | 15                  | 6ª partecipazione                            |
| Jon Rahm           | 26  | 1                      | 1                      | 1                   | 2ª partecipazione                            |
| Bernd Wiesberger   | 35  | 11                     | 4                      | 63                  | Esordio nella Ryder Cup                      |
| Tommy Fleetwood    | 32  | 7                      | 6                      | 13                  | 3ª partecipazione                            |
| Viktor Hovland     | 24  | 3                      | 12                     | 14                  | Esordio nella Ryder Cup                      |
| Tyrrell Hatton     | 29  | 5                      | 3                      | 19                  | 3ª partecipazione                            |
| Matt Fitzpatrick   | 27  | 6                      | 5                      | 27                  | 2ª partecipazione                            |
| Paul Casey         | 44  | 4                      | 7                      | 24                  | 5ª partecipazione                            |
| Lee Westwood       | 48  | 8                      | 17                     | 45                  | 11ª partecipazione                           |
| Shane Lowry        | 34  | 9                      | 15                     | 41                  | Esordio nella Ryder Cup, scelta del capitano |
| Sergio García      | 41  | 10                     | 19                     | 43                  | 10ª partecipazione, scelta del capitano      |
| Ian Poulter        | 23  | 14                     | 23                     | 50                  | 7ª partecipazione, scelta del capitano       |

| Stati Uniti       |     |                        |                        |                     |                                              |
| Nome              | Età | Classifica a punti (W) | Classifica a punti (E) | Classifica mondiale | Note                                         |
| Steve Stricker    | 54  |                        |                        |                     | capitano                                     |
| Collin Morikawa   | 24  | 1                      | 0                      | 3                   |                                              |
| Dustin Johnson    | 37  | 2                      | 0                      | 4                   | 4ª partecipazione                            |
| Bryson DeChambeau | 28  | 3                      | 0                      | 7                   | 2ª partecipazione                            |
| Xander Schauffele | 27  | 8                      | 0                      | 5                   | Esordio nella Ryder Cup, scelto dal capitano |
| Justin Thomas     | 28  | 5                      | 0                      | 6                   | 2ª partecipazione                            |
| Tony Finau        | 32  | 7                      | 0                      | 9                   | 2ª partecipazione, scelta del capitano       |
| Brooks Koepka     | 33  | 7                      | 0                      | 17                  | 4ª partecipazione                            |
| Patrick Cantlay   | 29  | 6                      | 0                      | 4                   | Esordio nella Ryder Cup                      |
| Jordan Spieth     | 28  | 9                      | 0                      | 13                  | 4ª partecipazione, scelta del capitano       |
| Harris English    | 32  | 10                     | 0                      | 11                  | Esordio nella Ryder Cup, scelta del capitano |
| Daniel Berger     | 28  | 12                     | 0                      | 16                  | Esordio nella Ryder Cup, scelta del capitano |
| Scottie Scheffler | 25  | 14                     | 0                      | 21                  | Esordio nella Ryder Cup, scelta del capitano |

## Risultati

### I giornata
Foursome, mattino
| Europa (bandiera)    | Risultati | Stati Uniti (bandiera) |
| -------------------- | --------- | ---------------------- |
| Rahm/García          | 3 & 1     | Thomas Spieth          |
| Casey/Hovland        | 3 & 2     | Johnson/Morikawa       |
| Westwood/Fitzpatrick | 2 & 1     | Berger/Koepka          |
| McIlroy/Poulter      | 5 & 3     | Schauffele/Cantlay     |
| 1                    | Sessione  | 3                      |
| 1                    | Totale    | 3                      |

Fonte:
Four-Balls, pomeriggio
| Europa (bandiera) | Risultati | Stati Uniti (bandiera) |
| ----------------- | --------- | ---------------------- |
| Casey/Wiesberger  | 2 & 1     | Johnson/Schauffele     |
| Rahm/Hatton       | pareggio  | Scheffler/DeChambeau   |
| McIlroy/Lowry     | 4 & 3     | Finau/English          |
| Fleetwood/Hovland | pareggio  | Thomas/Cantlay         |
| 1                 | Sessione  | 3                      |
| 2                 | Totale    | 6                      |

Fonte:

### II giornata
Foursome, mattino
| Europa (bandiera)    | Risultati | Stati Uniti (bandiera) |
| -------------------- | --------- | ---------------------- |
| Rahm/García          | 3 & 1     | Berger/Koepka          |
| Casey/Hatton         | 2 & 1     | Johnson/Morikawa       |
| Hovland/Wiesberger   | 2 up      | Thomas/Spieth          |
| Westwood/Fitzpatrick | 2 & 1     | Schauffele/Cantlay     |
| 1                    | Sessione  | 3                      |
| 3                    | Totale    | 9                      |

Fonte:
Four-ball, pomeriggio
| Europa (bandiera) | Risultati | Stati Uniti (bandiera) |
| ----------------- | --------- | ---------------------- |
| Lowry/Hatton      | 1 up      | Finau/English          |
| Rahm/García       | 2 & 1     | Koepka/Spieth          |
| Fleetwood/Hovland | 3 & 1     | Scheffler/DeChambeau   |
| Poulter/McIlroy   | 4 & 3     | Morikawa/Johnson       |
| 2                 | Sessione  | 2                      |
| 5                 | Totale    | 11                     |

Fonte:

### III giornata
Singoli
| Europa (bandiera) | Risultati | Stati Uniti (bandiera) |
| ----------------- | --------- | ---------------------- |
| Rory McIlroy      | 3 & 2     | Xander Schauffele      |
| Shane Lowry       | 4 & 2     | Patrick Cantlay        |
| Jon Rahm          | 4 & 3     | Scottie Scheffler      |
| Sergio García     | 3 & 2     | Bryson DeChambeau      |
| Viktor Hovland    | pareggio  | Collin Morikawa        |
| Paul Casey        | 1 up      | Dustin Johnson         |
| Bernd Wiesberger  | 2 & 1     | Brooks Koepka          |
| Ian Poulter       | 3 & 2     | Tony Finau             |
| Tyrrell Hatton    | 4 & 3     | Justin Thomas          |
| Lee Westwood      | 1 up      | Harris English         |
| Tommy Fleetwood   | pareggio  | Jordan Spieth          |
| Matt Fitzpatrick  | 1 up      | Daniel Berger          |
| 4                 | Sessione  | 8                      |
| 9                 | Totale    | 19                     |

Fonte: